# تمور شاهنازاریان
تمور نوریکی شاهنازاریان (ارمنی: Թեմուր Նորիկի Շահնազարյան;  زادهٔ ۳ ژوئیهٔ ۱۹۶۷) فرد نظامی اهل ارمنستان است.

## زندگی‌نامه
وی در ۳ ژوِئیه ۱۹۶۷ به دنیا آمد و از دانشگاه ملی پلی‌تکنیک ارمنستان (۱۹۹۲–۱۹۸۵) فارغ‌التحصیل گشت. همچنین برندهٔ جوایزی همچون مدال شجاعت، مدال برای خدمات میهن‌پرسانه، مدال خدمات نظامی، مدال مارشال باقرامیان، مدال آندرانیک اوزانیان، مدال دراستامات کانایان، مدال گارگین نژده، مدال وازگن سارگسیان  شده است.